# Епон
 Тази статия е за града във Франция.  За гръцката организация ЕПОН вижте Национална общогръцка огранизация на младежите.  
Епон (на френски: Épône) е град в северна Франция, част от департамент Ивлин на регион Ил дьо Франс. Населението му е около 6 500 души (2014).
Разположен е на 38 метра надморска височина в Парижкия басейн, на левия бряг на река Сена и на 40 километра западно от центъра на Париж. Селището е център на малка агломерация с около 10 хиляди жители, включваща още съседния Мезиер сюр Сен.